# Lutkówko
Lutkówko (deutsch Klein Lüdtkenfürst) war ein Ort in der polnischen Woiwodschaft Ermland-Masuren innerhalb der Landgemeinde Lelkowo (Lichtenfeld) im Powiat Braniewski (Kreis Braunsberg) und gehörte bis 1945 zum Kreis Heiligenbeil in Ostpreußen.

## Geographische Lage
Die Ortsstelle von Lutkówko resp. Klein Lüdtkenfürst liegt im Nordwesten der Woiwodschaft Ermland-Masuren, 18 Kilometer südöstlich der früheren und heute auf russischem Staatsgebiet gelegenen Kreisstadt Heiligenbeil(russisch Mamonowo) bzw. 21 Kilometer östlich der heutigen Kreismetropole Braniewo (deutsch Braunsberg).

## Geschichte
Das kleine ursprünglich Lüdkenfürst, nach 1785 Klein Lütkenfürst und nach 1898 Klein Lüdtkenfürst genannte Dorf bestand aus mehreren kleinen Gehöften. Im Jahre 1874 wurde die Landgemeinde Klein Lüdtkenfürst in den neu errichteten Amtsbezirk Hohenfürst (polnisch Wyszkowo) im ostpreußischen Kreis Heiligenbeil, Regierungsbezirk Königsberg, aufgenommen. 47 Einwohner zählte der kleine Ort im Jahre 1910.
Am 30. September 1928 gab Klein Lüdtkenfürst seine Eigenständigkeit auf und schloss sich mit den Nachbarorten Friedrichshof (polnisch Siekiera) und Groß Lüdtkenfürst zur neuen Landgemeinde Lüdtkenfürst zusammen.
In Kriegsfolge kam Klein Lüdtkenfürst – jetzt als Ortsteil von Lüdtkenfürst – im Jahre 1945 mit dem gesamten südlichen Ostpreußen zu Polen und erhielt die polnische Namensform „Lutkówko“. Doch schon bald wurde sein Name offiziell nicht mehr erwähnt, wohl war er in Lutkowo aufgegangen. Er gilt heute als untergegangen. Seine Ortsstelle befindet sich im Gebiet der Gmina Lelkowo im Powiat Braniewski, 1975 bis 1998 der Woiwodschaft Elbląg, seither der Woiwodschaft Ermland-Masuren zugehörig.

## Religion
Mit seiner überwiegend evangelischen Einwohnerschaft war Klein Lüdtkenfürst bis 1945 in die Kirche Hohenfürst (polnisch Wyszkowo) in der Kirchenprovinz Ostpreußen der Kirche der Altpreußischen Union eingepfarrt.

## Verkehr
Die Ortsstelle von Klein Lüdtkenfürst ist auf einer Landwegverbindung von Lutkowo ((Groß) Lüdtkenfürst) aus zu erreichen.